# Elle Armit
Elle Susan Armit (* 20. August 1991 in Townsville) ist eine australische Wasserballspielerin. Sie gewann 2024 eine olympische Silbermedaille, bereits 2019 hatte sie Weltmeisterschaftsbronze erkämpft.

## Sportliche Karriere
Die 1,85 Meter große Centerspielerin Elle Armit studierte an der Queensland University of Technology und spielte 2024 für Queensland Thunder in Brisbane. Mit der australischen Studentinnenauswahl siegte sie 2015 bei der Universiade in Gwangju.
Armit spielte bereits 2013 erstmals in der australischen Nationalmannschaft. Aber erst 2019 bei der Weltmeisterschaft in Gwangju war sie erstmals bei einem großen Turnier dabei. Die Australierinnen bezwangen im Viertelfinale die Russinnen mit 9:7 und verloren das Halbfinale gegen die Mannschaft aus den Vereinigten Staaten mit 2:7. Im Spiel um Bronze siegten die Australierinnen mit 10:9 gegen die Ungarinnen. Das olympische Wasserballturnier in Tokio wurde wegen der COVID-19-Pandemie von 2020 nach 2021 verschoben. Die Australierinnen unterlagen im Viertelfinale der russischen Mannschaft mit 8:9 und belegten letztlich den fünften Platz. Armit warf im Viertelfinale zwei Tore.
2023 bei der Weltmeisterschaft in Fukuoka gewannen die Australierinnen im Viertelfinale gegen die Griechinnen. Im Halbfinale verloren sie gegen die Spanierinnen mit 10:12. Im Spiel um den dritten Platz unterlagen sie den Italienerinnen mit 14:16, Armit erzielte in diesem Spiel ein Tor. Ein Jahr später erreichte die australische Mannschaft beim olympischen Wasserballturnier in Paris das Halbfinale durch einen Viertelfinalsieg über die Griechinnen. Im Halbfinale bezwangen die Australierinnen das Team aus den Vereinigten Staaten nach Penaltyschießen. Armit verwandelte ihren Penalty. Im Finale unterlagen die Australierinnen den Spanierinnen mit 9:11.